# Izjma

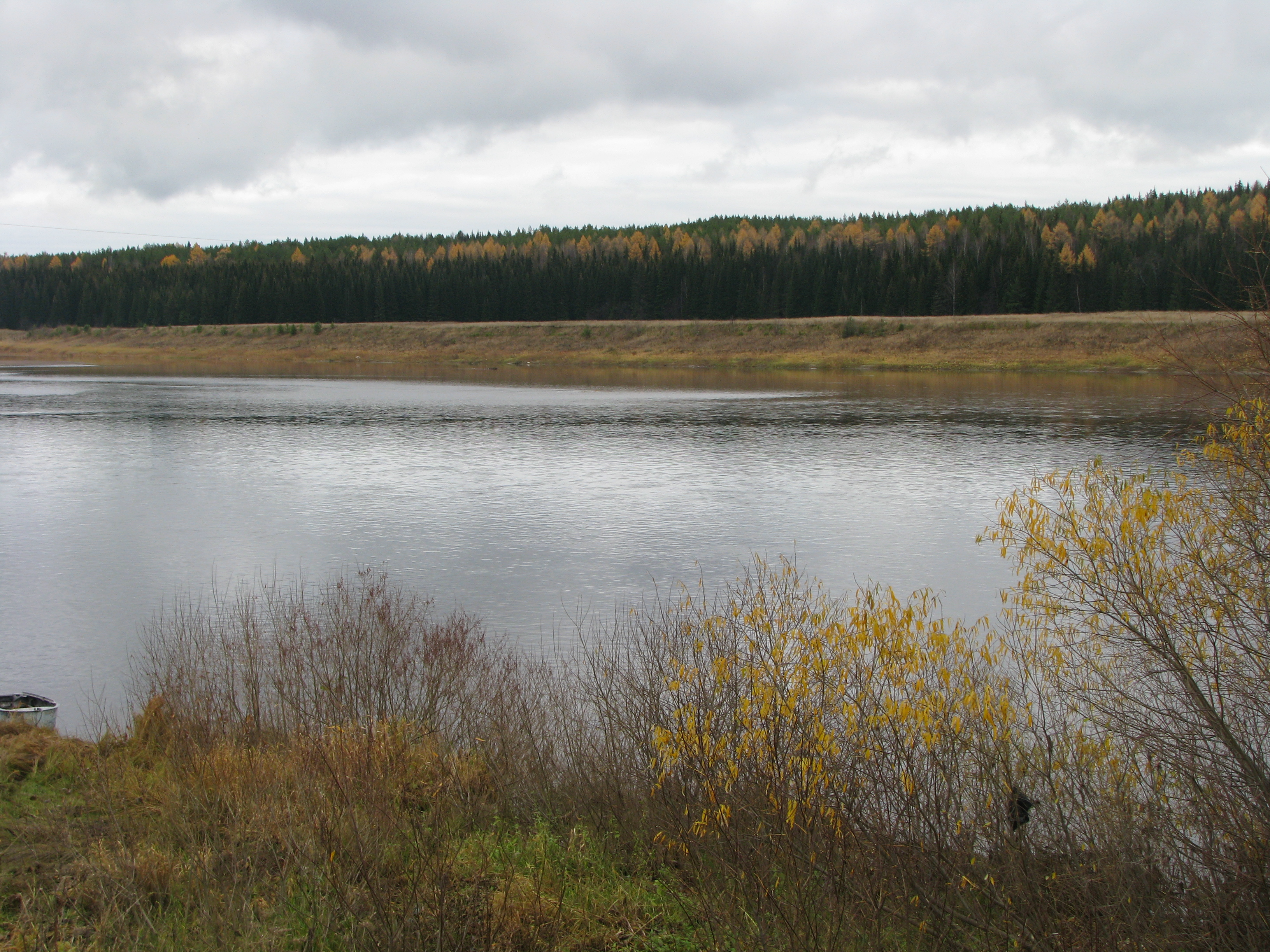
Izjma

Izhma (ryska: Ижма) är en flod i Komi i Ryssland. Den är 531 km lång och den rinner ut i Petjora vid Ust-Izjma. De största bifloderna är Ukhta, Ajuva och Sebys.